# Фернандес, Фернандо (футболист, 1992)
Фернандо Фабиан Фернандес Акоста (исп. Fernando Fabián Fernández Acosta; родился 8 января 1992 года в Капиате) — парагвайский футболист, нападающий клуба «Серро Портеньо».

## Клубная карьера
Фернандес — воспитанник клуба «Гуарани». 8 ноября 2013 года в матче против «Спортиво Лукеньо» он дебютировал в парагвайской Примере, заменив во втором тайме Федерико Сантандера. 17 ноября в поединке против «Либертада» Фернандо забил свой первый гол за «Гуарани». Через неделю в матче против «Депортиво Капиата» Фернандес сделал хет-трик. В своих первых шести играх он забил 5 голов, став одним из самых ярких дебютантов клуба. В 2014 году Фернандо был признан Футболистом года в Парагвае, а также стал лучшим бомбардиром чемпионата.
1 июня 2014 года в матче против «Депортиво Капиата» Фернандес сделал «покер». В своём втором сезоне он получил фантастическую результативность, забив в 43 поединках 31 гол. В 2013 и 2014 годах Фернандо помог «Гуарани» дважды занять второе место в чемпионате.
В 2015 году в матчах Кубка Либертадорес против венесуэльского «Депортиво Тачира» и перуанского Спортинг Кристал Фернандес забил по голу. В начале 2016 года Фернандо перешёл в мексиканский УАНЛ Тигрес. 10 января в матче против «Толуки» он дебютировал в мексиканской Примере, заменив во втором тайме Юргена Дамма. 25 января в поединке против «Гвадалахары» Фернандес забил свой первый гол за «тигров». В 2016 году он стал чемпионом Мексики в составе «тигров».
В начале 2017 года для получения игровой практики Фернандес на правах аренды перешёл в «Олимпию». 26 февраля в матче против своего бывшего клуба «Гуарани» он дебютировал за новую команду. 23 апреля в поединке против «Спортиво Лукеньо» Фернандо забил свой первый гол за «Олимпию».
Летом того же года Фернандес перешёл в колумбийскую «Америку». 10 июля в матче против «Рионегро Агилас» он дебютировал в Кубке Мустанга. В этом же поединке Фернандо забил свой первый гол за «Америку». В начале 2018 года Фернандес подписал контракт с «Атланте». 18 февраля в матче против «Леонес Негрос» он дебютировал в Лиге Ассенсо.
В 2019 году вернулся в «Гуарани», с которым завоевал два чемпионских титула, а также в 2022 году в третий раз в карьере стал лучшим снайпером чемпионата. В 2023 году перешёл в другой парагвайский клуб — «Серро Портеньо», с ним в том же году одержал победу в обоих сезонах чемпионата.

## Достижения
Командные
 УАНЛ Тигрес
- Чемпионат Мексики по футболу — Апертура 2016

Индивидуальные
- Футболист года в Парагвае — 2014
- Лучший бомбардир чемпионата Парагвая (2): Клаусура 2014 (17 голов), Апертура 2015 (11 голов)